# Бошовци
Бошовци или Карабунар (грч. Μαυροπηγή, Мавропиги) је насељено место у општини Еордеја у периферији Западна Македонија, Грчка. Према попису из 2021. године било је без становника.
Према бугарском географу и историчару, Василу Канчову, у Конују је 1900. године живело 210 Словена хришћана и 80 Турака. Године 1924. турско становништво је принудно исељено у Турску а на њихово место су насељене грчке избегличке породице из Турске, укупно 48 особа. На попису из 1928. године Бошовци су имали 625 становника. Због отварања рудника лигнита 2011. године сеоско земљиште је принудно откупљено а становништво исељено.